# Озеро Радожичі
О́зеро Радо́жичі — гідрологічний заказник місцевого значення в Україні. Об'єкт розташований на території Ратнівського району Волинської області, с. Гірники. 
Площа — 109,7 га, статус отриманий у 1996 році.
Статус надано з метою охорони та збереження у природному стані однойменного озера льодовикового походження, площею 89 га, середньою глибиною 3,54 м. та максимальною глибиною 28,0 м. Озеро має низькі піщані береги, південний берег заболочений, дно вкрите сапропелевими відкладами потужністю понад 2 м.
Рослинність навколо озера представлена різнотравно-осоковими луками, сосновими лісами з місцем зростання чорниці звичайної (Vaccinium myrtillus). Води озера багаті рибою, зокрема, трапляються: вугор європейський (Anguilla anguilla), лящ (Abramis brama), короп (Cyprinus carpio), в'юн звичайний (Misgurnus fossilis), окунь (Perca fluviatilis), щука (Esox lucius), лин (Tinca tinca), плітка (Rutilus rutilus), карась сріблястий (Carassius gibelio).
У заказнику гніздиться ряд видів водоплавних і навколоводних птахів: лебідь-шипун (Cygnus olor), лиска (Fulica atra), крижень (Anas platyrhynchos), шилохвіст (Anas acuta), широконіска (Anas clypeata), чирянки велика (Anas querquedula) і мала (A. crecca), баранці звичайний (Gallinago gallinago) і великий (G. media), кулик-сорока (Haematopus ostralegus), коловодники звичайний (Tringa totanus) і болотяний (T. glareola), побережник білохвостий (Calidris temminckii) та інші види.

## Галерея

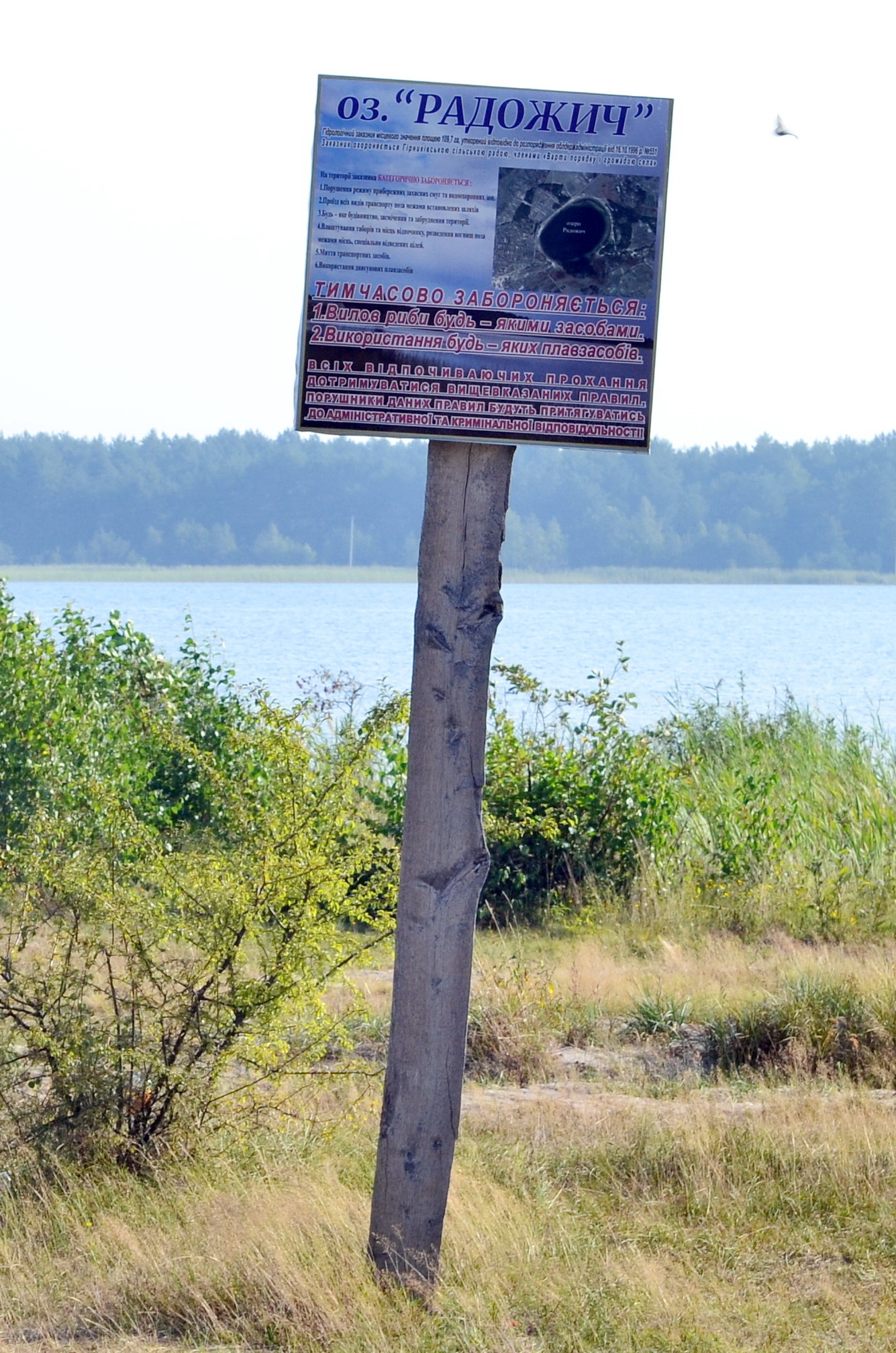
Інформаційна дошка
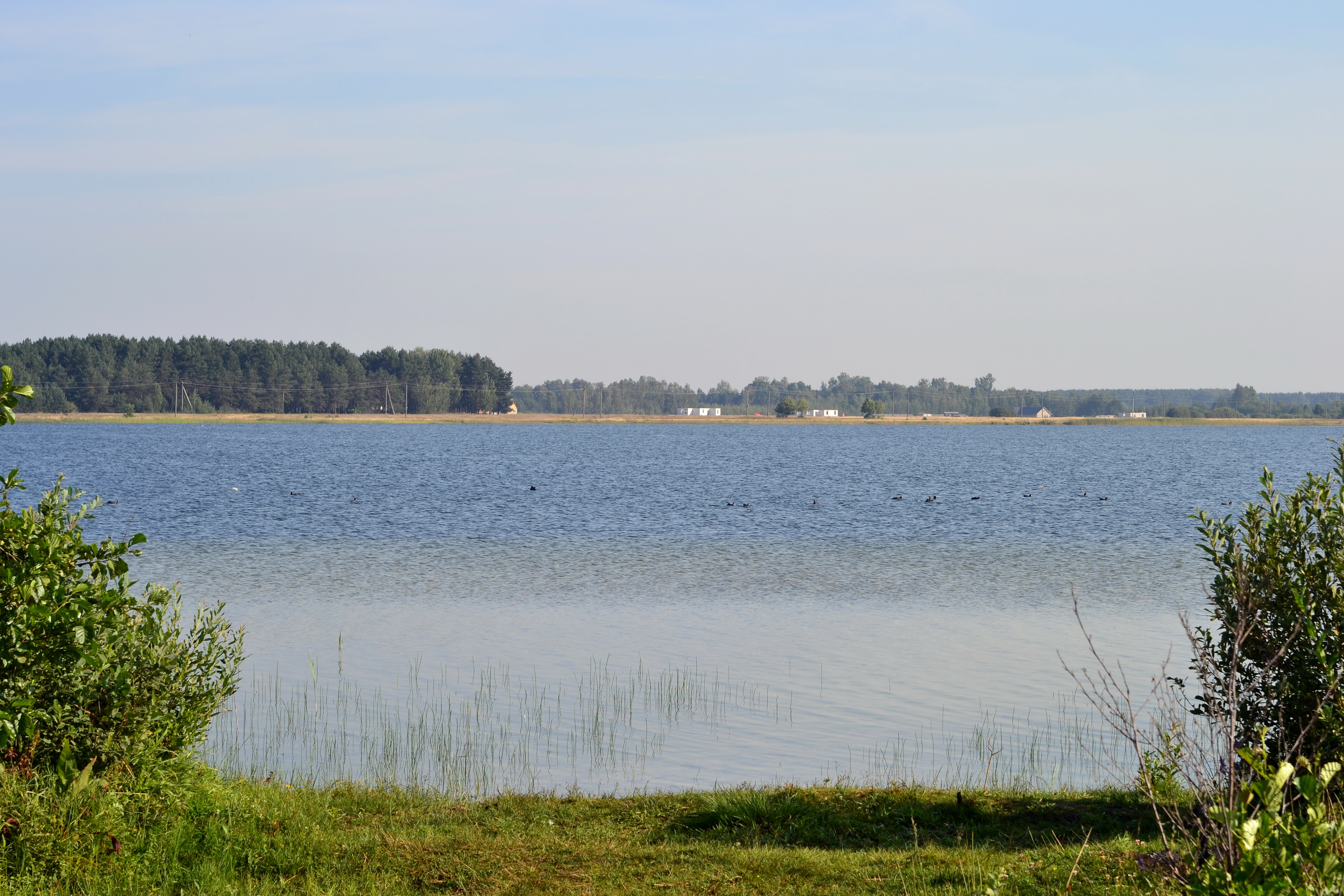
Вигляд з південного берега
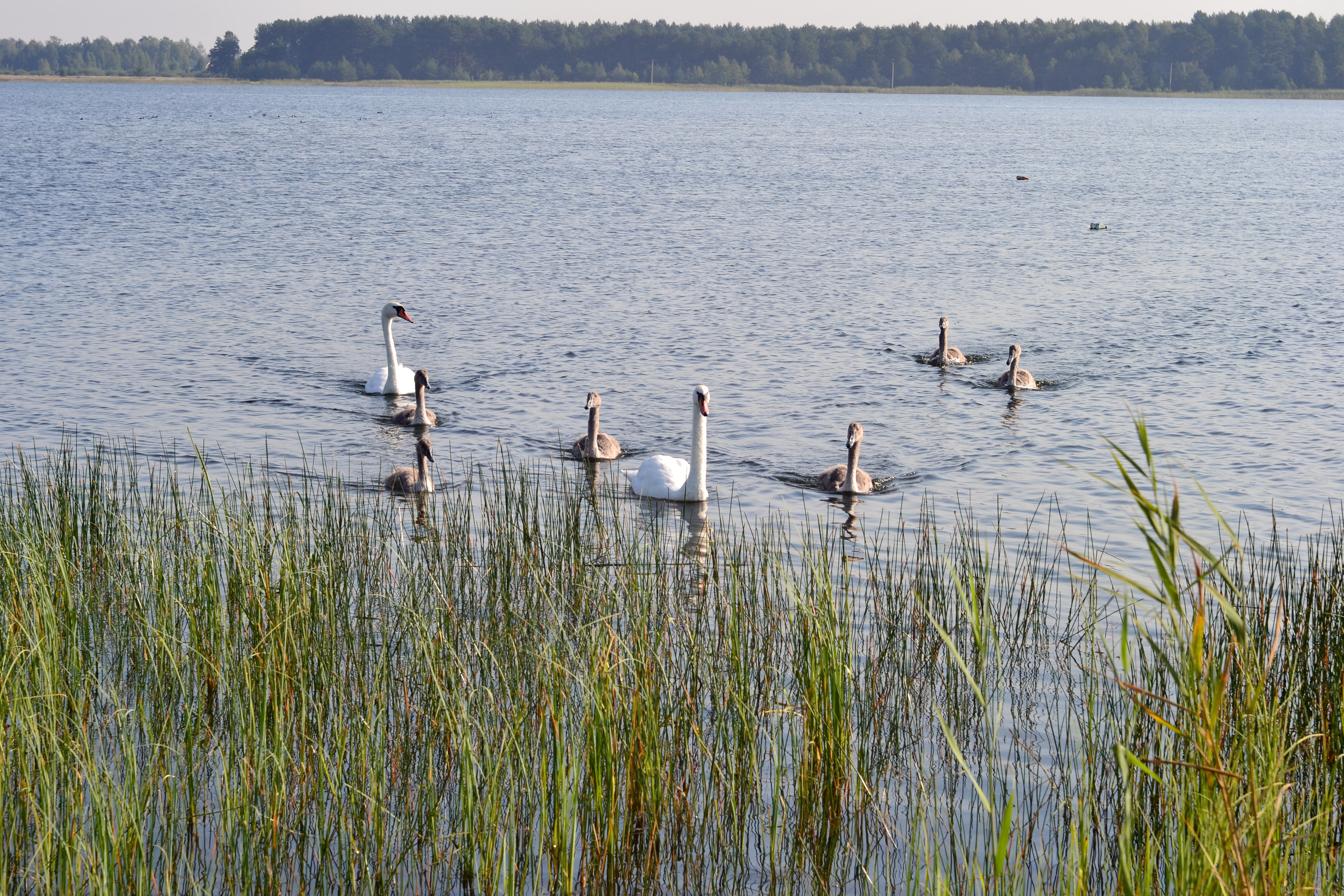
Вигляд з південно-західного берега з сім'єю лебедя-шипуна
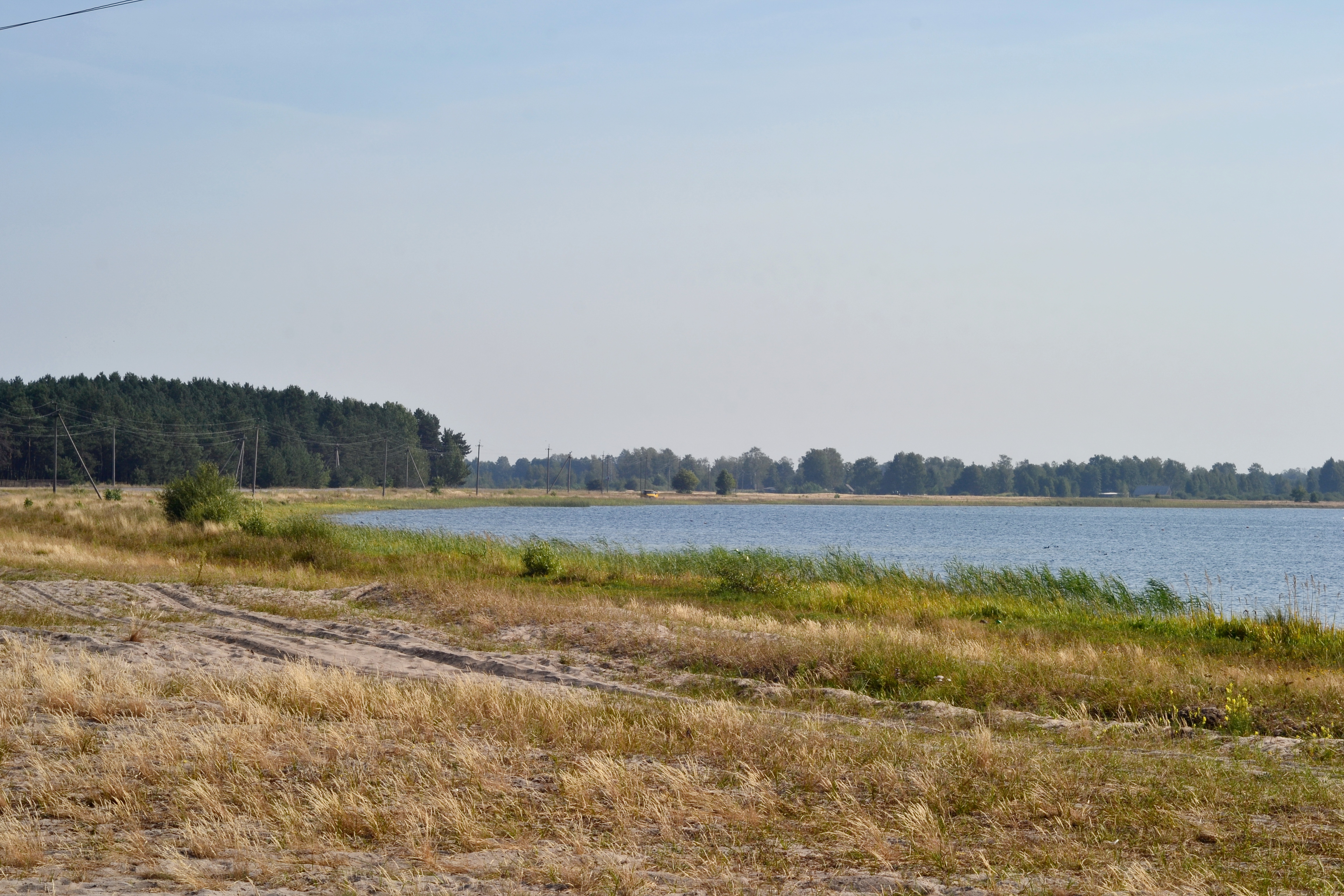
Вигляд із західного берега
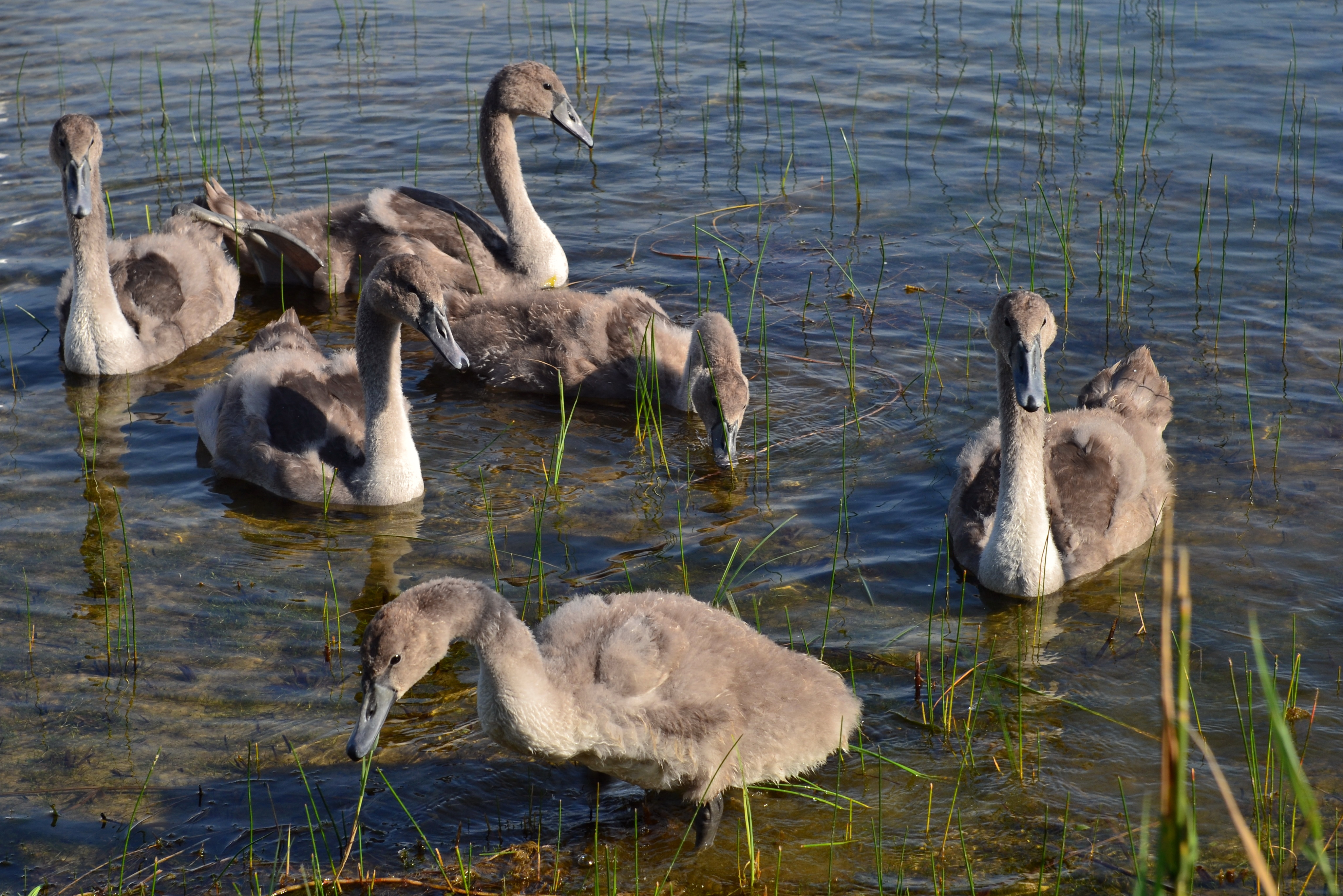
Сім'я лебедя-шипуна